# Sengoku (videogioco 2011)
Sengoku è un videogioco di strategia per computer sviluppato dalla Paradox Development Studio e pubblicato dalla Paradox Interactive. Il gioco inizia nell'anno 1467, prima dell'epoca del Sengoku Jidai, l'età dei paesi in guerra. Il gioco è non dissimile da Crusader Kings II, altro videogioco della Paradox.

## Modalità di gioco
Essendo il gioco simile a Crusader Kings II, il gioco presenta numerose fazioni che controllano un determinato numero di territori. Qui, i nobili ottengono titoli che gli donano denaro da parte di sottoposti e vassalli, i quali, a seconda delle relazioni col loro signore, forniscono in equal misura soldati e flotte extra. Relazioni tra fazioni diverse variano a seconda dei tratti dei personaggi e delle situazioni. È anche possibile prendere persone in ostaggio in tentativi di negoziati di pace.

## Accoglienza
| Testata                                | Giudizio |
| -------------------------------------- | -------- |
| Metacritic (media al 31 dicembre 2020) | 70/100   |
| PC Gamer (UK)                          | 71%      |
| Jeuxvideo.com                          | 5/10     |

Il gioco è stato criticato dalla mancanza di missioni e di una flessibile data di partenza, atipico di un gioco della Paradox. Finora è stato votato con 70/100 da Metacritic, 71% da PC Gamer del Regno Unito, e 5/10 da PC PowerPlay e da Jeuxvideo.com.